# أبو الهول الجليدي
أبو الهول الجليدي أو لغز القطب الجنوبي (بالفرنسية: Le Sphinx des glaces)‏، (بالإنجليزية: An Antarctic Mystery)‏ هي رواية من تأليف الروائي جول فيرن صدرت عام 1897 في مجلدين. وهي رد على رواية إدغار ألان بو من عام 1838 بعنوان حكاية آرثر غوردن بيم من نانتاكيت. وهي تتبع مغامرات الراوي ورحلته من جزر كيرغولين على متن سفينة هالبران.
لم يزر أي من بو أو فيرن جزر كيرغولن النائية في جنوب المحيط الهندي فعلا، ولكن أعمالهم هي من قليل الأعمال الأدبية (في مقابل الاستكشافية) التي تشير إلى الأرخبيل.